# Asociación de Programas Universitarios de Administración en Salud
La Asociación de Programas Universitarios de Administración en Salud (en inglés: Association of University Programs in Health Administration - AUPHA) es una organización sin fines de lucro de programas universitarios, facultades, profesionales y organizaciones proveedoras de salud en América Anglosajona.
En esta asociación, se trabaja para mejorar la prestación de los servicios de salud mediante la educación en los administradores en salud. La AUPHA también administra el Upsilon Phi Delta, la sociedad de honor académica nacional para estudiantes de administración en salud.